# Santo lunedì
Santo lunedì è un singolo del cantautore italiano Antonio Maggio, il primo estratto dal secondo album in studio L'equazione e pubblicato il 20 settembre 2013.
Il brano è la sigla de Il processo del lunedì, programma televisivo di Rai Sport condotto da Enrico Varriale.

## Tracce
1. Santo Lunedì – 3:28